# Daisy Berkowitz
Daisy Berkowitz, właśc. Scott Mitchell Putesky (ur. 28 kwietnia 1968 w East Orange, zm. 22 października 2017 w Boca Raton) – amerykański muzyk i instrumentalista. Sławę zyskał jako gitarzysta grupy muzycznej Marilyn Manson, którą opuścił w 1996 roku. Następnie występował jako członek grupy Jack off Jill oraz samodzielnie jako Three Ton Gate.